# Heart of Borneo

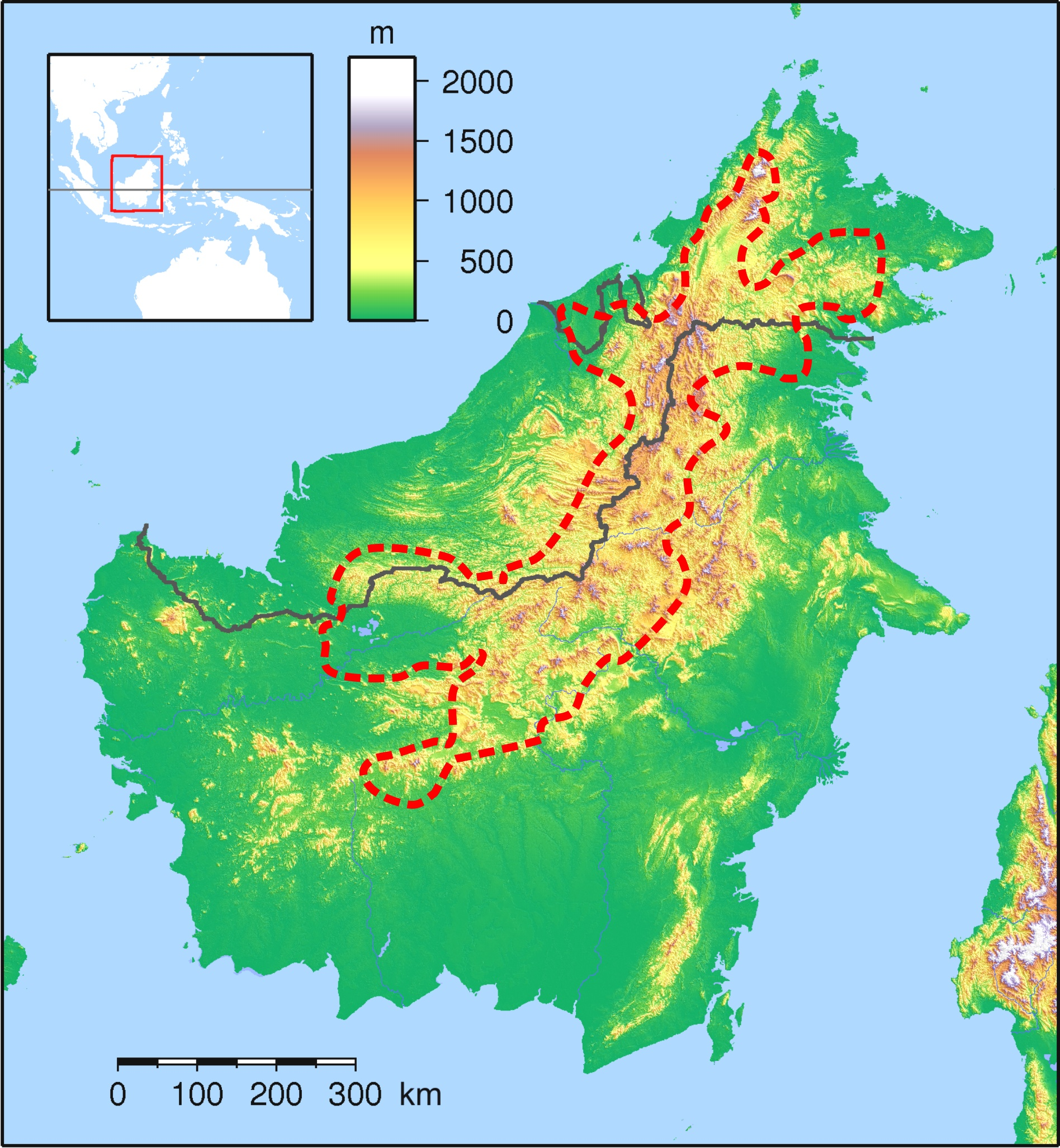
Karte des vorgeschlagenen Gebiets im Zentrum von Borneo.

Heart of Borneo (malaiisch Jantung Borneo, indonesisch Jantung Kalimantan) ist eine Naturschutz-Vereinbarung welche vom World Wide Fund for Nature initiiert worden war. Es geht um den Schutz einer 220.000 km² großen Waldregion auf der Insel Borneo. Das Abkommen wurde am 12. Februar 2007 von den Regierungen Bruneis, Indonesiens und Malaysias auf Bali unterzeichnet. Die Region bietet Lebensraum für 10 endemische Primatenarten, mehr als 350 Vögel, 150 Reptilien und Amphibien sowie 10.000 Pflanzenarten. Von 2007 bis 2010 wurden in der Region insgesamt 123 neue Arten erfasst. In einem Statusbericht aus dem Jahr 2012 wurde festgestellt, dass der Tieflandregenwald in der Region stark gefährdet ist. Das Borneo-Nashorn war die am meisten gefährdete Tierart. 2015 existierten noch drei Exemplare in Gefangenschaft in Sabah.

## Schutzgebiete
Die vorgeschlagene Heart of Borneo-Region umfasst eine Reihe von Gebieten, die bereits unter Schutz stehen, unter anderem Batang Ai National Park, Lanjak Entimau Wildlife Sanctuary, Nationalpark Gunung Mulu, Crocker Range National Park, Nationalpark Kinabalu in Malaysia, Nationalpark Kayan Mentarang, Nationalpark Betung Kerihun, Nationalpark Bukit Baka-Bukit Raya, Nationalpark Danau Sentarum in Indonesien und der Ulu-Temburong-Nationalpark in Brunei.